# Paulino Caballero
Paulino Caballero Ruiz (Pamplona, 23 de julio de 1838-San Sebastián, 19 de febrero de 1923) fue un catedrático de instituto de Física y Química además de empresario y benefactor español. Fue también uno de los socios navarros de la Sociedad Monte Igueldo que construyó el Parque de Atracciones Monte Igueldo en San Sebastián.

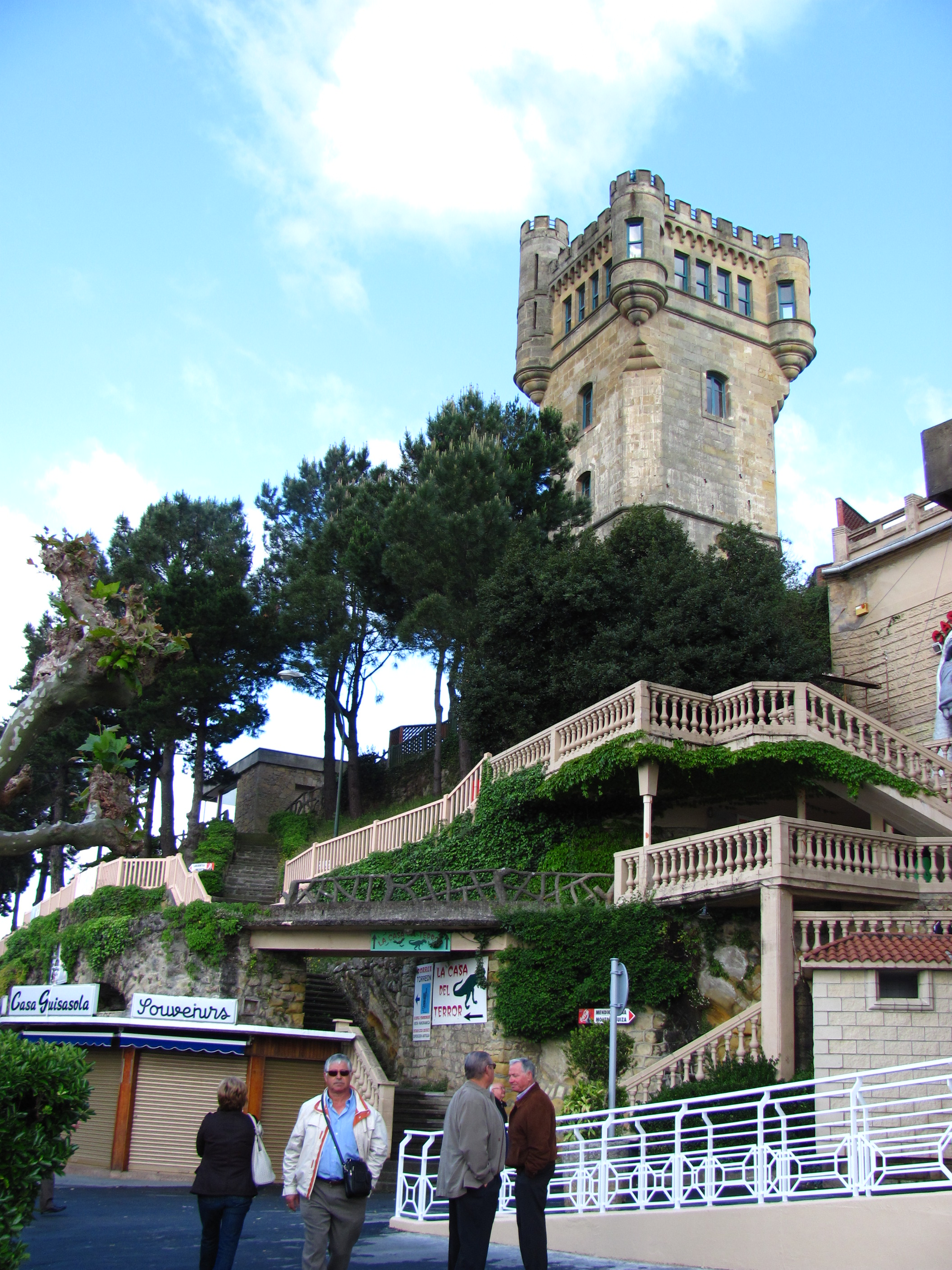
Parque de Atracciones Monte Igueldo

## Biografía
Era hijo de José Agustín Caballero Zaro y Carmen Ruiz Perurena. Tras obtener el título de bachiller en Ciencias por la Universidad Central de Madrid en 1861, se licenció en la misma universidad en 1863 en la facultad de Ciencias, en la sección de Físicas. Llegó a ocupar diferentes cargos docentes en colegios e institutos hasta que fue nombrado profesor ayudante de las clases de Química en el mismo centro universitario donde estudió.
Poco después, ganó el 23 de junio de 1865 por oposición la cátedra de Física y Química del Instituto de Tudela. Desde aquí pasó rápidamente al Instituto Provincial de Guipúzcoa en Vergara que en 1875 sería trasladado a San Sebastián. En este instituto llegaría a ejercer el cargo de secretario y de director hasta su jubilación el 31 de diciembre de 1918, con ochenta años de edad.
También en este instituto asumió la responsabilidad de tomar las mediciones meteorológicas cuyos datos eran remitidos a Madrid. Hasta 1873 lo realizaba en Vergara y después de esa fecha, y hasta la década de 1890, hacía otro tanto en San Sebastián.
El 18 de mayo de 1911 se constituye la Sociedad Monte Igueldo donde estuvieron varios empresarios navarros en el consejo de Administración cuyo presidente era Eduardo Dupuy. Paulino Caballero era el vicepresidente, José María Azcona el secretario, y entre los vocales estaban Ángel Galé, los hermanos Emilio y Serapio Huici, Ramón Arteaga o Evaristo San Martín.
Cuando falleció dejó un legado económico importante tanto para centros de San Sebastián como de Pamplona. En la primera el Instituto General y Técnico de Guipúzcoa recibió 25.000 pesetas. En Navarra dejó una primera dotación de 33.000 pesetas para premios a los alumnos de la Escuela Municipal de Música de Pamplona (luego convertida en el actual Conservatorio Navarro Pablo Sarasate); una segunda de 20.000 mil pesetas también para premios a los alumnos de la Escuela de Artes y Oficios de Pamplona; y, finalmente, una tercera de 25.000 pesetas más al Instituto de Enseñanza de Pamplona “para que con los intereses de dicho capital, se estableciesen premios a los alumnos distinguidos de dicho centro”.
En el momento de fallecer en 1923 tenía dos hijos, José María Caballero Aldasoro, que llegaría a ser capitán de navío y gobernador civil de Asturias, y su hermana Sor María de los Dolores.

## Premios y reconocimientos
- En agradecimiento y homenaje a su memoria, el Ayuntamiento de Pamplona acordó en marzo de 1923 dar su “nombre a una de las nuevas calles” del Segundo Ensanche de Pamplona que mantiene en la actualidad.
- En 1923 el pintor Enrique Zubiri le hace uno de sus mejores retratos que expondrá posteriormente en varias exposiciones.[9]